# Dakka
Dhaka (bengáli: ঢাকা Ḍhākā; IPA: [ɖʱaka]) vagy anglicizált neve után Dakka (angol: Dacca)  Banglades fővárosa és az azonos nevű kerület legnagyobb városa.
A világ egyik legnépesebb városa.
2007-ben a The Economist gazdasági lap élhetőségi listáján 132 világváros közül az utolsó előtti helyet kapta. 2023-ban ugyanezen minőségben a Mercer listáján 241 város közül a 216. helyre került.

## Fekvése
A város a Buriganga folyó partján terül el; Banglades legnagyobb és egyben a világ egyik legnagyobb[forrás?] városa.

### Éghajlata
A trópusi monszun által szabályozott éghajlata forró, és nedves, az évi középhőmérséklet itt 25,6 Celsius-fok.
Az ázsiai kontinens belsejéből érkező légtömegek hatására a tél novembertől kezdődik, amely csaknem száraz és február végéig tart. A januári átlaghőmérséklet 18,4 Celsius-fok.
A telet forró tavasz követi, mely a monszunváltás időszaka. A hőség ekkor csak állandóan fokozódik, április, májusban a középhőmérséklet eléri a 29 Celsius-fokot, de számottevő csapadék nélkül. A forró, kevés csapadékú tavaszt a nyári monszun délnyugatról érkező szelei szüntetik meg. Az Indiai-óceán felől áramló meleg és nagyon nedves levegő ismétlődő, tartós esőzéseket okoz, nyomasztó fülledtséggel, a relatív páratartalom ekkor 87%-os, és ez csak októberben mérséklődik. A júliusi középhőmérséklet 28,4 Celsius-fok, és a csapadék négyötöde is ekkor; májustól októberig hull le, gyakorta hatalmas árvizeket okozva.
| Hónap                         | Jan. | Feb. | Már. | Ápr. | Máj. | Jún. | Júl. | Aug. | Szep. | Okt. | Nov. | Dec. | Év   |
| ----------------------------- | ---- | ---- | ---- | ---- | ---- | ---- | ---- | ---- | ----- | ---- | ---- | ---- | ---- |
| Rekord max. hőmérséklet (°C)  | 31,1 | 34,4 | 40,6 | 42,2 | 41,1 | 36,7 | 35,0 | 36,1 | 36,7  | 37,2 | 34,4 | 30,6 | 42,2 |
| Átlagos max. hőmérséklet (°C) | 25,4 | 28,1 | 32,5 | 33,7 | 32,9 | 32,1 | 31,4 | 31,6 | 31,6  | 31,6 | 29,6 | 26,4 | 30,6 |
| Átlaghőmérséklet (°C)         | 19,1 | 21,8 | 26,5 | 28,7 | 28,7 | 29,1 | 28,8 | 29,0 | 28,8  | 27,7 | 24,4 | 20,3 | 26,1 |
| Átlagos min. hőmérséklet (°C) | 12,7 | 15,5 | 20,4 | 23,6 | 24,5 | 26,1 | 26,2 | 26,3 | 25,9  | 23,8 | 19,2 | 14,1 | 21,6 |
| Rekord min. hőmérséklet (°C)  | 6,1  | 6,7  | 10,6 | 16,7 | 14,4 | 19,4 | 21,1 | 21,7 | 21,1  | 17,2 | 11,1 | 7,2  | 6,1  |
| Átl. csapadékmennyiség (mm)   | 7    | 29   | 65   | 156  | 339  | 340  | 373  | 316  | 300   | 172  | 34   | 13   | 2144 |
| Havi napsütéses órák száma    | 279  | 226  | 217  | 180  | 155  | 90   | 62   | 62   | 90    | 186  | 240  | 279  | 2066 |
| Forrás: Weatherbase, Weather  |      |      |      |      |      |      |      |      |       |      |      |      |      |

## Története

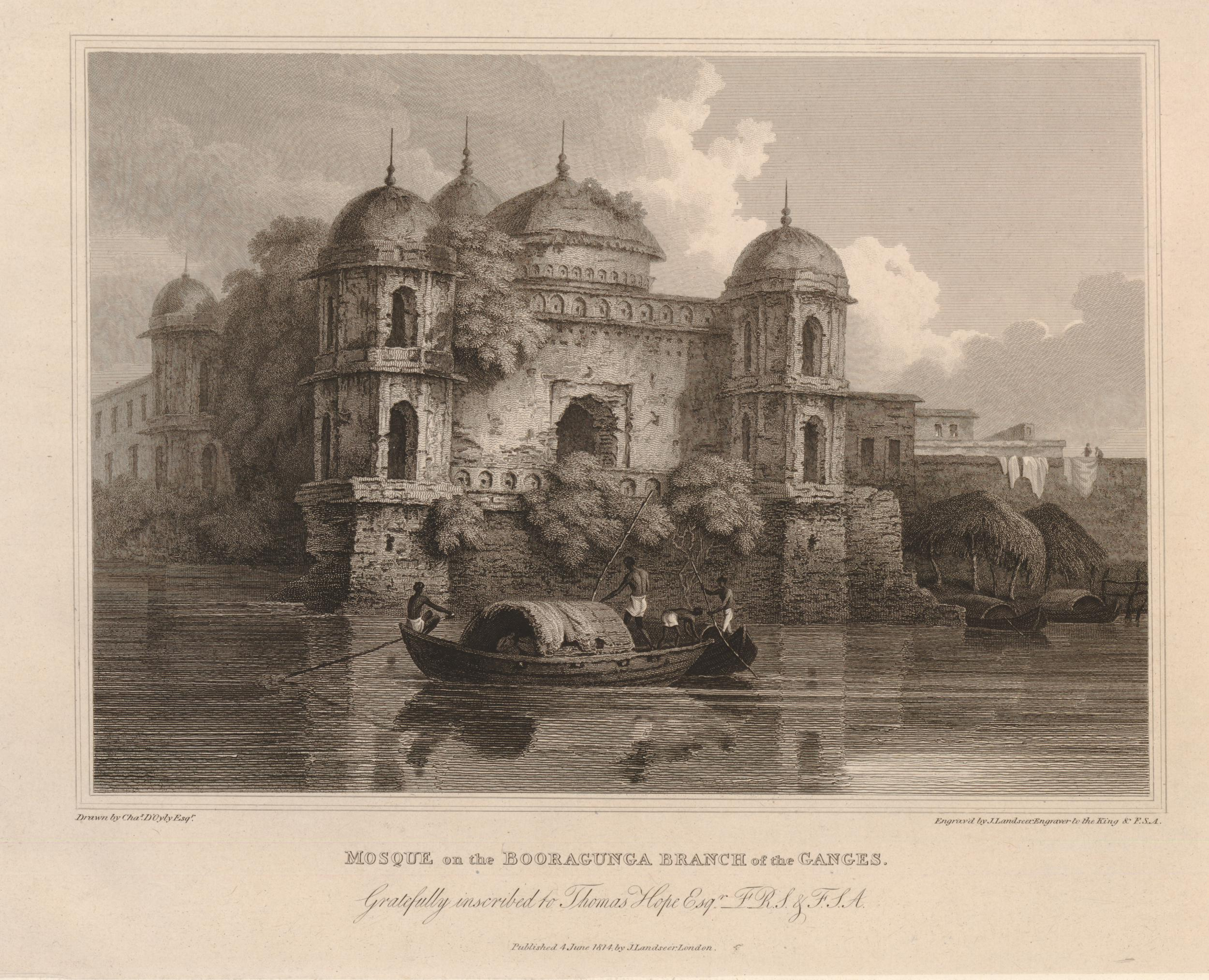
A Saat Masjid mecset ábrázolása a 19. századból

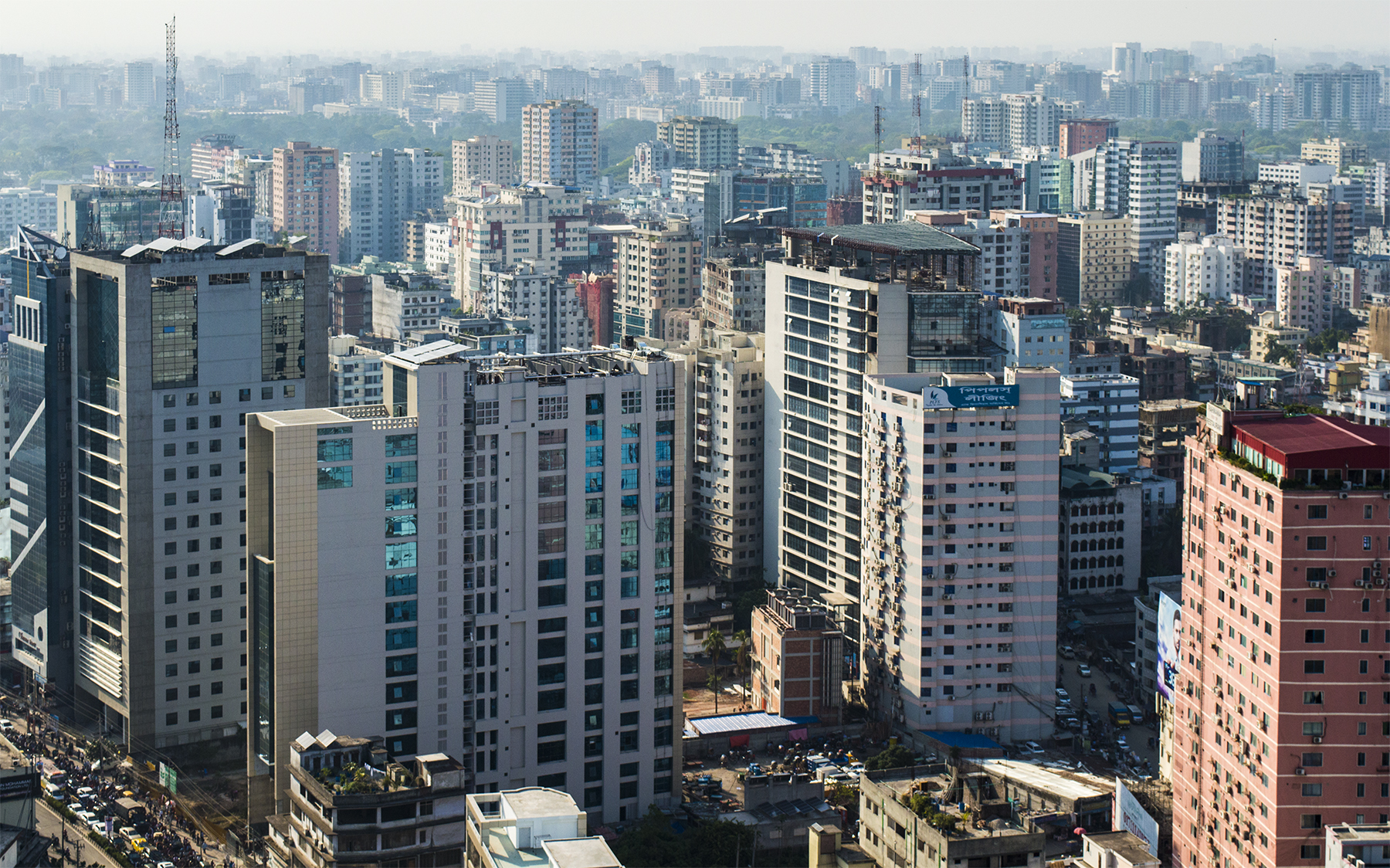
A modern Dakka

Bengália ősi városát, Dekkát még az időszámítás előtti első évezredben alapították. Nevét a termékenység istennőjének itt talált szobra után kapta; amely (dhaka) elrejtett istennőt jelent. A város háborúkkal terhes viharos története és a sorozatos pusztító áradások a település régmúltját is csaknem teljesen eltörölték.
A környék kisebb-nagyobb települései közül Dakka csak a 15. században, a muszlim szultánok uralkodása idején emelkedett ki és hamarosan jelentős kézműipari és kereskedelmi központtá vált, majd a közigazgatási szerepkör elnyerése tovább fokozta a város fejlődését.
1608-ban az iszlám kán Dakkát választotta Bengália székhelyének, ennek előnyét egészen 1704-ig viselte a város, melynek lakossága közben félmillióra gyarapodott, de a 18. század elejétől fokozatosan veszített jelentőségéből.
A mogulok uralma alatt a várost Dzsáhángír Nagarnak nevezték.
1756-ban brit uralom alá került, mely alatt nagy mértékben fejlesztették és hamarosan Kalkutta után a második legnagyobb város lett Bengálban. India felosztása után Dakka előbb Kelet-Pakisztán, majd 1972-ben a független Banglades fővárosa lett. Ebben az időszakban jelentős politikai zűrzavarokat (többször vezettek be statáriumot), Banglades függetlenségének kikiáltását, katonai elnyomást és háborúk, természeti katasztrófák által okozott nyomorúságot élt át a város.

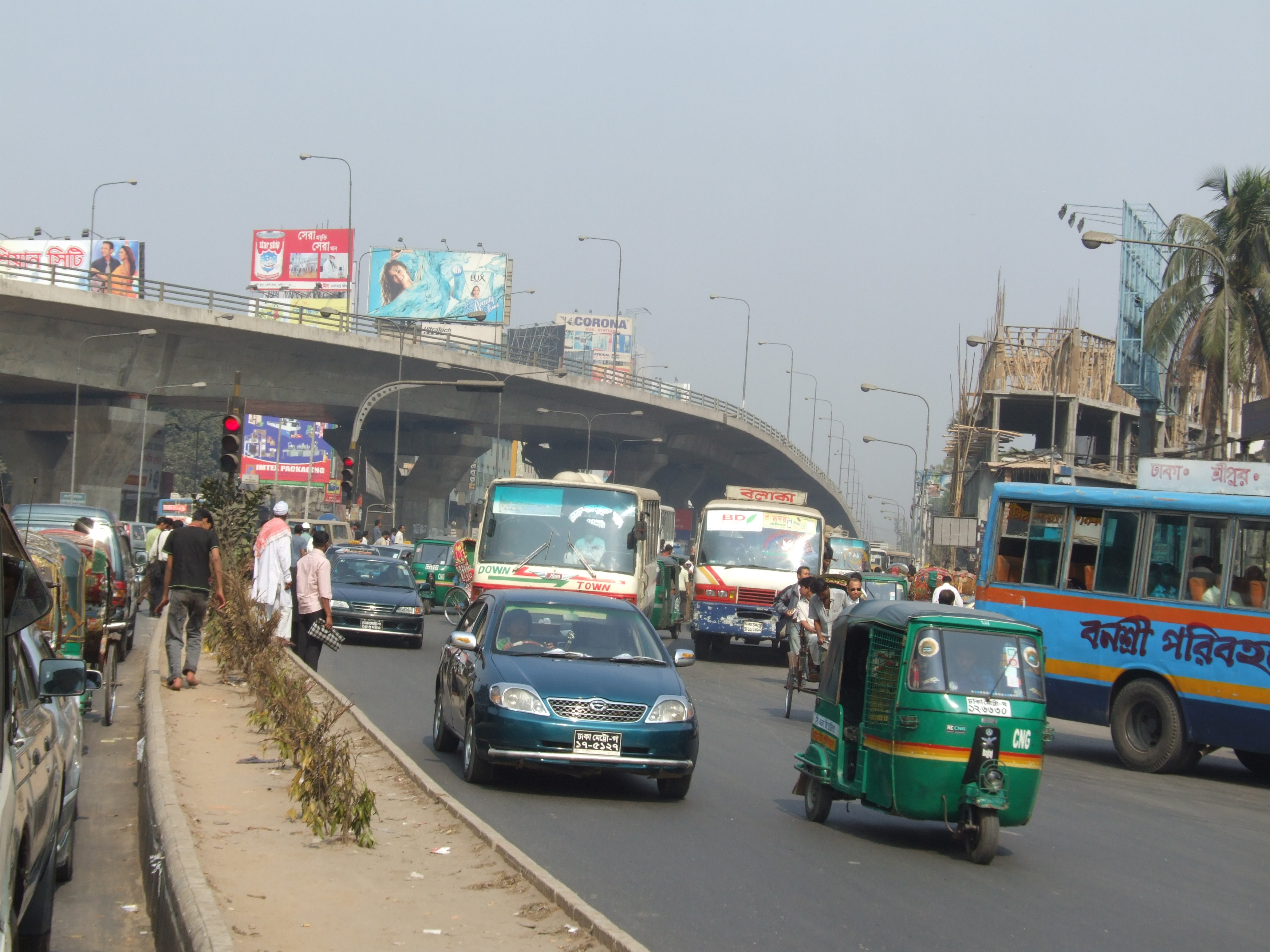
Utcakép Dakkában

## Népessége

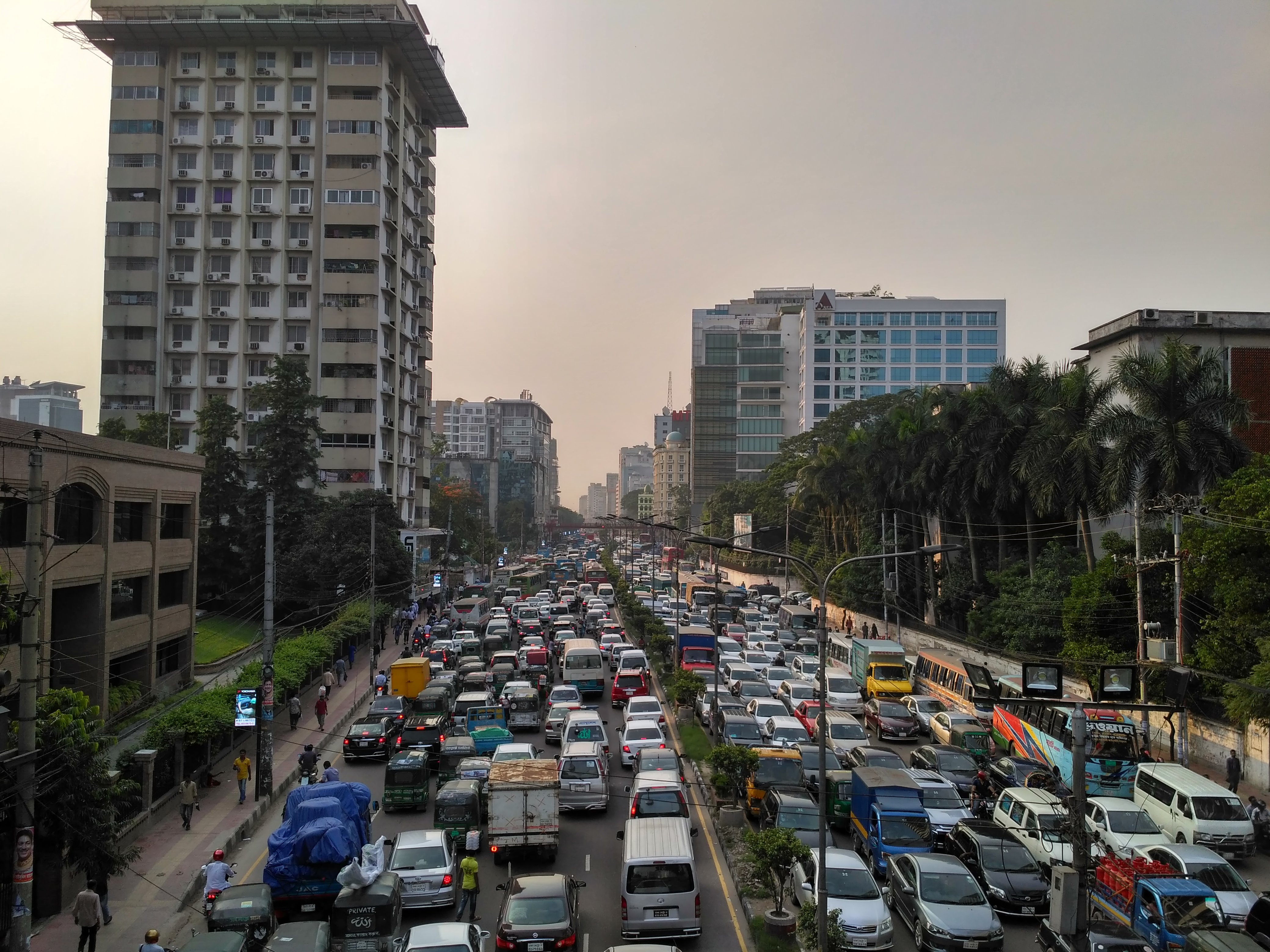
Városkép, a Kádzsi Nadzsrul Iszlám út

Népessége nagyon gyorsan növekedik, amint ezt a táblázat is mutatja. Előrejelzések alapján a dakkai agglomerációban 2025 végére 25 millió ember él majd.
| Év   | Népesség (agglomeráció) |
| ---- | ----------------------- |
| 1970 | 1 374 000               |
| 1980 | 3 265 000               |
| 1990 | 6 621 000               |
| 2000 | 10 285 000              |
| 2010 | 14 730 000              |
| 2020 | 21 005 000              |

## Gazdaság
A mai Dakka a bangladesi politikai, gazdasági és kulturális élet központja (az ország városai közül itt a legmagasabb az írástudók aránya) és változatos gazdasága van. A város az ország gazdaságának kb. egyharmadát adja. Számos multinacionális vállalat, például a GlaxoSmithKline, a HeidelbergCement, Reckitt Benckiser, a HSBC, a British American Tobacco és a Nestlé regionális székhelye itt található.
Az utóbbi években a városban modernizálták a közlekedést, a távközlést és a közműveket. A város nem csekély külföldi tőkét vonz, jelentős a gazdasági termelése és kereskedelmi mérlege. Egyre többen költöznek be a városba vidékről.

## Problémák
Jelentős a légszennyezés, a túlnépesedés, a szegénység és a bűnözés, valamint gyakorta előfordulnak energiaellátási zavarok.

## Nevezetességek
- Lálbág-erőd, mogul erőd a 17. századból
- Bájatul Mokárram nemzeti mecset
- Örmény templom, 18. századi műemlék

## Sport
Ahogy egész Bangladesben, Dakkában is igen népszerű a krikett. Itt található a Ser-i-Bángla Krikettstadion és a Bangabandhu Nemzeti Stadion, és Dakkában van a székhelye a bangladesi Húsz20-as krikettbajnokság, a Bangladesh Premier League egyik csapatának, a Dhaka Dominatorsnak a székhelye.

## Testvérvárosok
- Kolkata, India[10]
- New York, USA[11]
- Karacsi, Pakisztán[12]

## Képek

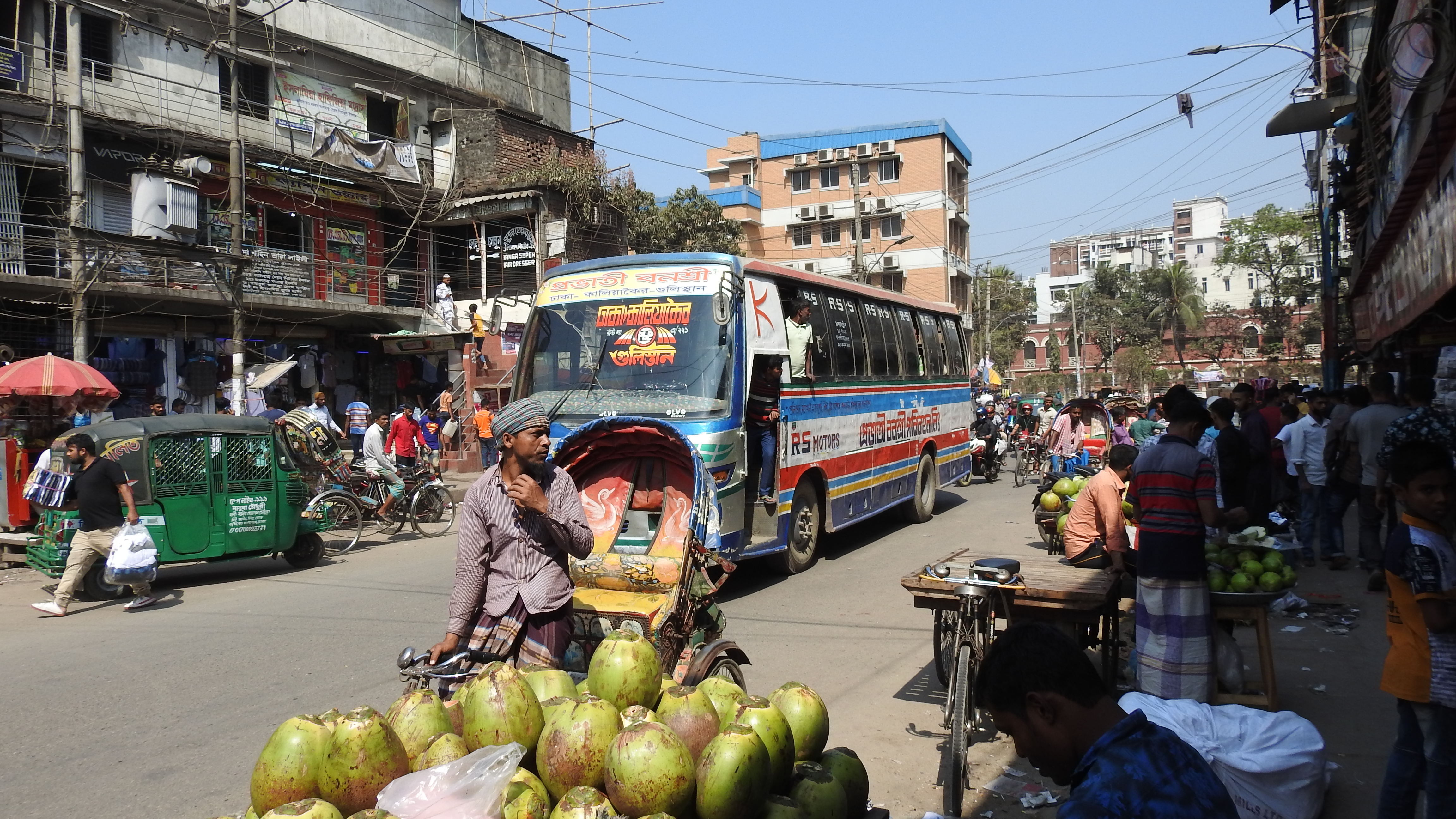
Utcakép
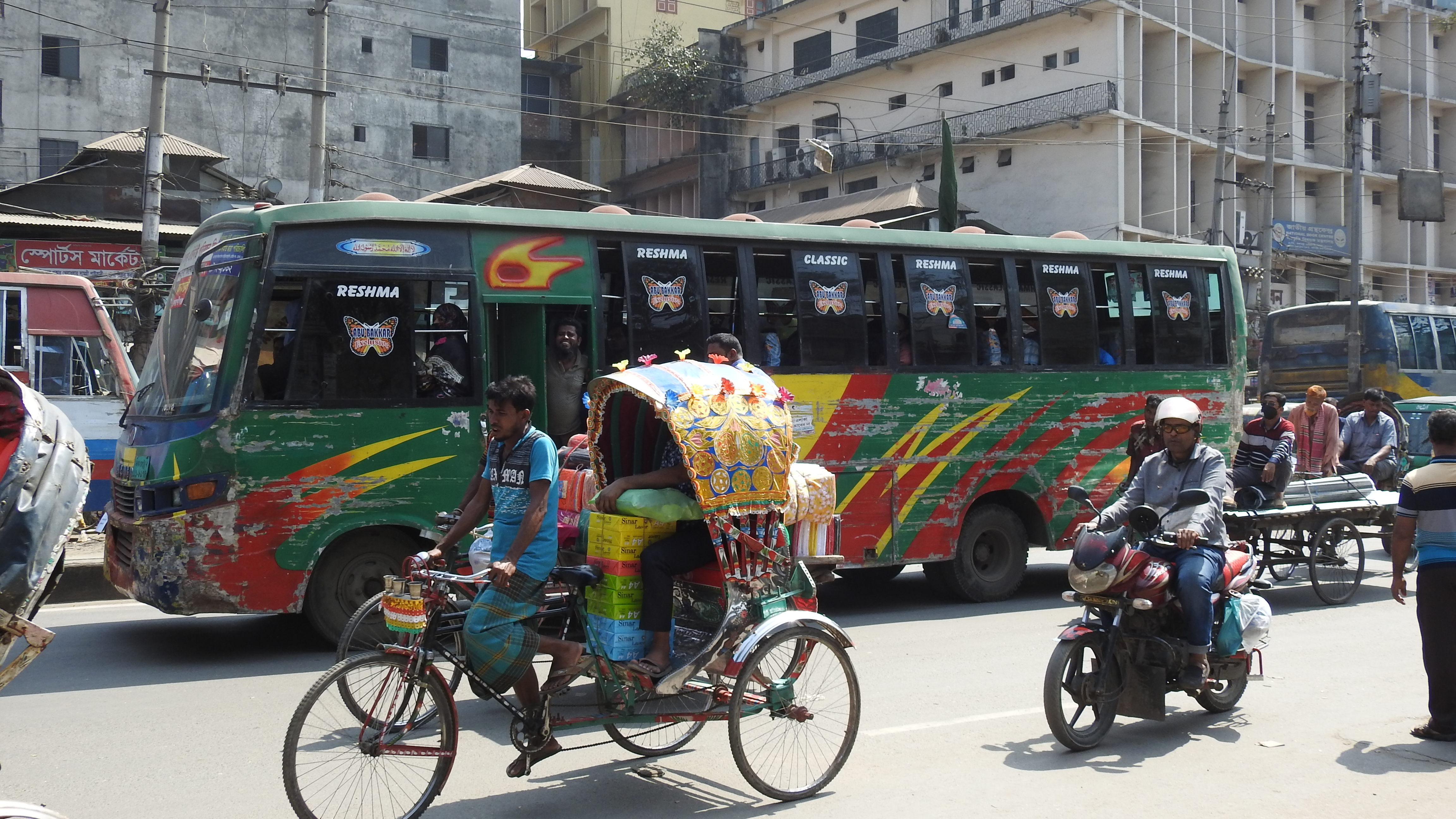
Dakkai forgalom
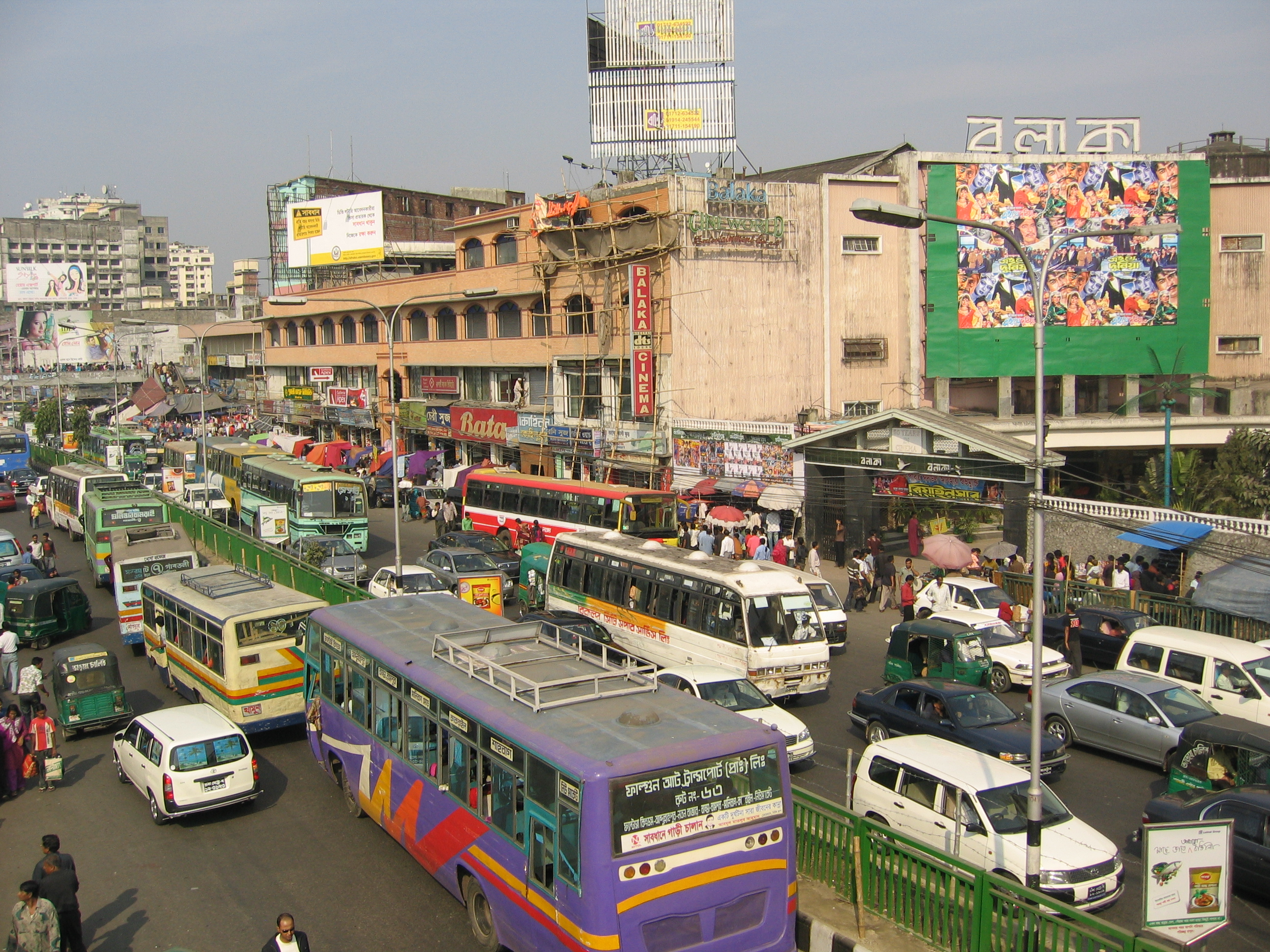
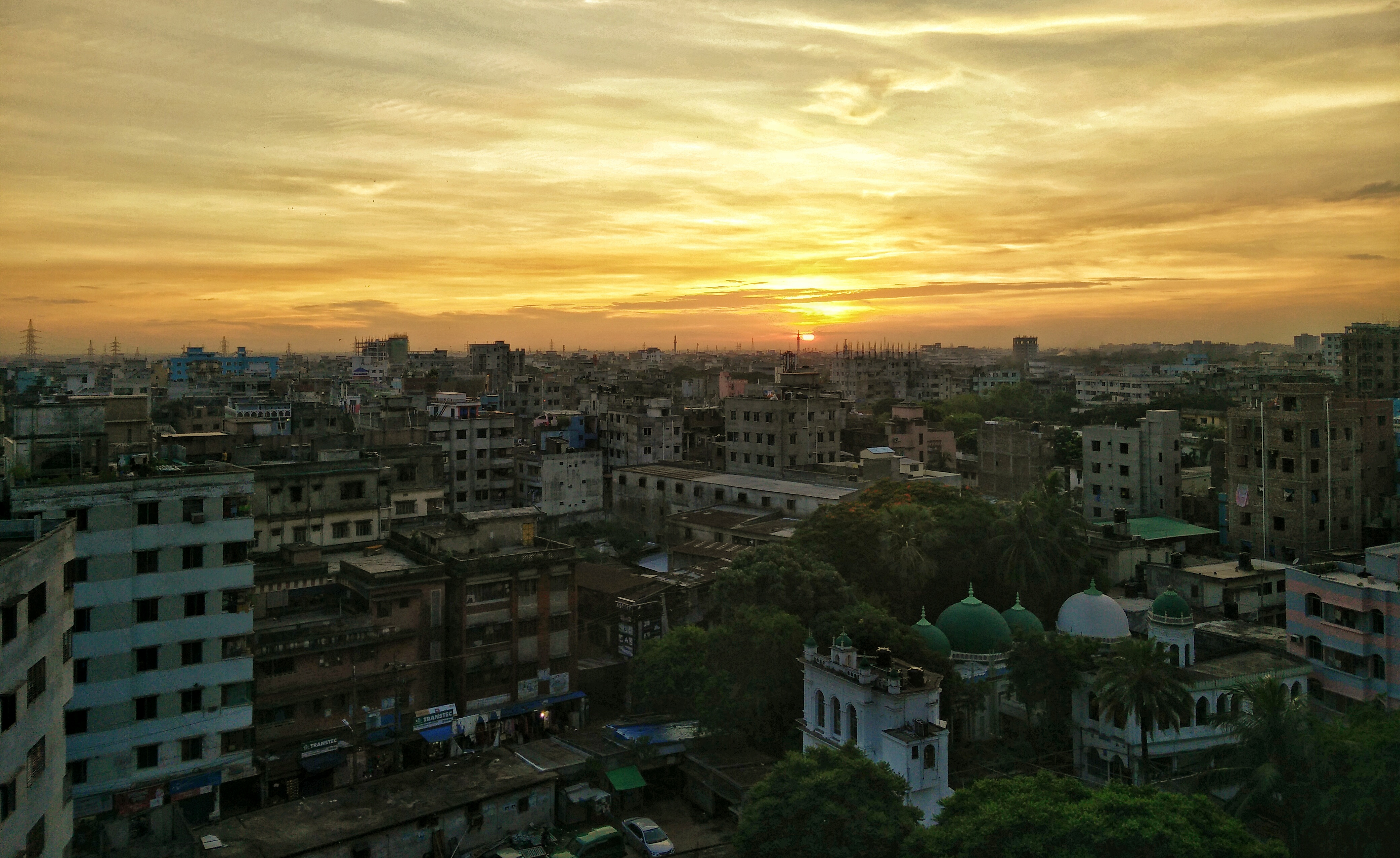
A város a magasból